# Nikolaus Albrecht
Nikolaus Albrecht (* 6. Dezember 1968) ist ein deutscher Journalist.
Albrecht wurde an der Deutschen Journalistenschule ausgebildet und studierte Journalistik an der LMU München. Er arbeitete für Jetzt, für Petra und als freier Autor in Hamburg und New York City, bevor er im Januar 2000 zum Condé Nast Verlages ging und für das Magazin Glamour und für Vogue tätig wurde.
2004 übernahm er die Chefredaktion von Glamour, 2008/09 war er Chefredakteur der deutschen Vanity Fair und 2010 Kommunikationschef bei Bogner. 2010 gründete er mit Werner Mink die Agentur AlbrechtMink in München. Von 2012 bis 2019 war er Chefredakteur von Freundin, 2022 Kommunikationsdirektor des Segelteams Malizia.